# Miroslav Roček (politik)
Miroslav Roček (* 1. ledna 1943) je bývalý český místní politik ODS (v letech 2007–2008 starosta Nového Strašecí), po sametové revoluci československý poslanec Sněmovny národů Federálního shromáždění za Občanské fórum.

## Biografie
Od roku 1954 až do roku 2006 žil a pracoval v Kladně. Pracoval jako učitel, později coby ředitel školy (v osmdesátých letech ovšem dočasně i jako ocelárenský dělník). Po jistou dobu zastával i post ředitele školského úřadu. K roku 1990 se profesně uvádí jako učitel 4. ZŠ Kladno, bytem Kladno.
V lednu 1990 zasedl v rámci procesu kooptací do Federálního shromáždění po sametové revoluci jako bezpartijní poslanec, respektive poslanec za OF, do české části Sněmovny národů (volební obvod č. 12 – Kladno, Středočeský kraj). Mandát za OF obhájil ve volbách roku 1990, přičemž v roce 1991 přešel po rozkladu Občanského fóra do poslaneckého klubu ODS. Ve Federálním shromáždění setrval do konce funkčního období, tedy do voleb roku 1992.
V letech 2007–2008 zastával post starosty Nového Strašecí. V komunálních volbách roku 2006 byl zvolen do zastupitelstva Nového Strašecí za ODS. Z funkce starosty odstoupil v únoru 2008. Zdůvodnil to následovně: „Efektivní výkon funkce starosty vyžaduje podporu z řad koaličních zastupitelů. Přes úsilí, které jsem snaze o společný postup věnoval, se mi nepodařilo dosáhnout úrovně, kterou považuji za nezbytnou. Proto dnes odstupuji z postu starosty. Zároveň žádám Finanční úřad v Rakovníku o provedení kontroly za minulé období.“